# Ервите
Ервите (њем. Erwitte) град је у њемачкој савезној држави Северна Рајна-Вестфалија. Једно је од 14 општинских средишта округа Зоест. Према процјени из 2010. у граду је живјело 15.801 становника. Посједује регионалну шифру (AGS) 5974016, NUTS (DEA5B) и LOCODE (DE ERW) код.

## Географски и демографски подаци
Ервите се налази у савезној држави Северна Рајна-Вестфалија у округу Зоест. Град се налази на надморској висини од 105 метара. Површина општине износи 89,3 km². У самом граду је, према процјени из 2010. године, живјело 15.801 становника. Просјечна густина становништва износи 177 становника/km².